# Robert da Silva Almeida
Robert da Silva Almeida, detto Robert (Salvador, 3 aprile 1971), è un ex calciatore brasiliano, di ruolo centrocampista.

## Caratteristiche tecniche
Giocava come centrocampista offensivo.

## Carriera

### Club
Cresciuto nell'Olaria, debuttò nel campionato brasiliano con il Fluminense nella stagione 1989; nel 1992 passò al Guarani che annoverava tra i suoi giocatori Luizão, Djalminha e Amoroso; nel 1995 si classificò al secondo posto nel campionato nazionale con il Santos. Nel 1997 passò al Grêmio, dove giocò fino al 1999, vincendo un campionato Gaúcho; nel 2002 ha fatto parte della rosa del Santos che ha vinto il campionato brasiliano, facendo da riserva a Diego. Nel 2003 ha avuto una breve esperienza con il Consadole Sapporo nella J League giapponese, prima di tornare in Brasile per ritirarsi nel 2007.

### Nazionale
Ha giocato 4 partite per il Brasile, venendo incluso tra i convocati per la Confederations Cup 2001.

## Palmarès

### Club

#### Competizioni nazionali
- Torneo Rio-San Paolo: 1

Santos: 1997
- Campionato Gaúcho: 1

Grêmio: 1999
- Campionato Mineiro: 1

Atlético-MG: 1999
- Campionato brasiliano: 1

Santos: 2002